# Émile Zurlinden
Émile Zurlinden est un général de division et homme politique français, né à Colmar (Haut-Rhin) le 3 novembre 1837 et mort à Paris le 9 mars 1929. Après une carrière militaire marquée par la guerre de 1870 et l’insurrection de la Commune de Paris, il entre à partir de 1895 sur la scène politique. Il est nommée ainsi à deux reprises à la tête du ministère de la Guerre, où il fait montre de positions fortement antidreyfusardes. Il fait ainsi déporter Alfred Dreyfus aux îles du Salut en 1895 puis essaye d’empêcher la révision de son procès en 1898, préférant même démissionner que d’être contraint d’ordonner un second procès. Son attitude extrémiste — il refuse jusqu’à sa mort de reconnaître l’innocence de Dreyfus — l’amène à être par la suite écarté des fonctions politiques et militaires.

## Biographie

### Jeunesse
Émile Auguste François Thomas Zurlinden naît le 3 novembre 1837 dans une famille originaire de Thann, mais établie à Colmar depuis l’époque du Premier Empire. Son père, Michel Thiébaut Zurlinden, qui exerce le métier de négociant, meurt alors qu’il n’a encore que quinze ans, et c’est alors la famille de sa mère, Joséphine Albertine Eugénie Baumann, de riches pépiniéristes de Bollwiller, qui le prend en charge. Il fait ses études secondaires au collège de Colmar, entre en 1856 à l’École polytechnique, poursuit à l’École d’application de l’artillerie de Metz avant de finir ses études à l’École de cavalerie de Saumur.

### Guerre de 1870
Nommé au grade de capitaine en 1866, il exerce d’abord la fonction de directeur adjoint de la manufacture d’armes de Châtellerault avant de devenir en 1868 l’officier d’ordonnance du général Sigismond Guillaume de Berckheim. Pendant la guerre de 1870, il participe aux batailles de Borny, Rezonville, Saint-Privat, Sainte-Barbe et au siège de Metz, où il est fait prisonnier lorsque la ville capitule le 28 octobre 1870. Il est d’abord incarcéré avec Sigismond Guillaume de Berckheim à Wiesbaden, mais, ayant refusé de promettre de ne plus combattre la Prusse, il est transféré à la forteresse de Glogau. Il parvient toutefois à s’évader en décembre 1870 et parvient à rejoindre Bâle, aidé dans sa traversée de l’Allemagne par sa connaissance de la langue.
De retour en France, il est affecté par le gouvernement de la Défense nationale à l’état-major de l’artillerie du 25e corps d’armée. il participe à la bataille de Blois contre les Prussiens, mais combat ensuite surtout la Commune de Paris lors des sièges d’Issy et de Vanves. Il est au cours de ces affrontements promu chef d’escadron et chef d’état-major de l’artillerie du 25e corps.

### Ascension au sein de l’armée
À la fin de l’année 1871, il est envoyé en Algérie, où il commande l’arrondissement de Mostaganem. Il est promu lieutenant-colonel au sein du 13e régiment d'artillerie en 1877, puis devient colonel en novembre 1880 et occupe la fonction de commandant en second de l’École polytechnique. Nommé commandant du 25e régiment d'artillerie en 1882, il est promu général de brigade en octobre 1886 puis général de division en octobre 1890. En 1891, il est chargé du commandement de l’artillerie de la place de Paris, puis du commandement de la 2e division d'infanterie basée à Arras en 1892 et enfin du 4e corps d'armée en 1894.

### Carrière politique
Le 26 janvier 1895 il est nommé ministre de la Guerre dans le troisième gouvernement d’Alexandre Ribot. Il y poursuit la politique antidreyfusarde de ses prédécesseurs, en faisant notamment voter le 9 février 1895 la déportation d’Alfred Dreyfus aux îles du Salut dans le but de l’empêcher de communiquer avec quiconque. Il mène également la seconde guerre franco-malgache débutée par son prédécesseur, mais doit démissionner peut de temps après sa conclusion lorsque le gouvernement Ribot chute le 30 octobre 1895. Émile Zurlinden retourne alors dans les armées, où il commande le 15e corps d'armée basé à Marseille à partir de janvier 1896, puis devient gouverneur militaire de Paris le 16 janvier 1898. Il entre en même temps au Conseil supérieur de la guerre.
Le 5 septembre 1898, il redevient ministre de la guerre en remplacement de Godefroy Cavaignac dans le deuxième gouvernement de Henri Brisson. Farouchement antidreyfusard, il entre immédiatement en conflit avec le reste du cabinet, car il refuse toute éventualité de révision du procès Dreyfus. Par ailleurs, il s’en prend à Marie-Georges Picquart, qui a révélé les preuves de l’innocence de Dreyfus. Zurlinden préfère finalement démissionner dès le 17 septembre plutôt que de relancer le procès et reprend son poste de gouverneur militaire de Paris.

### Chute
Ses positions et son rôle dans l’affaire Dreyfus le font entrer en disgrâce. Il est relevé de son poste de gouverneur militaire de Paris en juillet 1899 et ne se voit plus confier de commandement à partir de ce moment, ne restant que membre du Conseil supérieur de la guerre. Appelé à témoigner au second procès Dreyfus en août 1899, il ne fournit que des réponses évasives et conteste par la suite jusqu’à sa mort l’innocence de Dreyfus. Placé dans la cadre de réserve en novembre 1902, il se présente aux élections générale de 1906 dans le Haut-Rhin — alors réduit au Territoire de Belfort, mais est largement battu par le député sortant Charles Schneider. Il passe alors le reste de sa retraite à écrire des livres, notamment Napoléon et ses maréchaux (1911), Mes souvenirs de guerre (1913), et La guerre de 1870 (1914).
Il meurt dans le 16e arrondissement de Paris le 9 mars 1929. Il est enterré à Paris, mais les honneurs militaires ne lui sont pas accordés lors de ses obsèques.

## Distinctions et honneurs
Outre le rang de Grand-officier de la Légion d’honneur, Émile Zurlinden est également en France officier de l’instruction publique. Il a par ailleurs reçu de nombreuses décorations et titres honorifiques étrangers, notamment grand officier de l’Ordre du Lion de Perse, grand-croix de l’ordre de Nicham Iftikar de Turquie, grand-croix de l’ordre du Sauveur de Grèce.
Il ne fait néanmoins l’objet d’aucun hommage posthume en raison de ses positions antidreyfusardes. En particulier, aucune rue française n’est nommée en son honneur.